# Гудяляй (Шяуляйский район)
Гудя́ляй (Гуделяй; лит. Gudeliai) — деревня в Кайряйском старостве Шяуляйского района Шяуляйского уезда Литвы. Входит в состав Эжерской сянюнайтии.

## Расположение и общая характеристика
Находится в южной части Кайряйского староства около северного берега озера Гуделю, в 3 км юго-восточнее административного центра староства — местечка Кайряй, и в 7 км восточнее административного центра района — города Шяуляй.

## История
Административное подчинение: 

С 1950 года по 1995 год деревня входила в состав Кайряйской апилинки
С 1995 года входит в состав Кайряйского староства.
В 2009 году была включена в Эжерскую сянюнайтию.

## Население
Согласно данным переписи населения Литвы 2001 года, в деревне Гудяляй проживало 20 человек.

## Ближайшие населённые пункты
| С-З | Прочюнай  | Вегеляй     | Мумайчай  | С-В |
| З   | Кирбайчяй | Роза ветров | Жаджюнай  | В   |
| Ю-З | Бацёняй   | Янкунай     | Шнюрайчай | Ю-В |